# Charles Jourdain (arts martiaux)
Pour les articles homonymes, voir Charles Jourdain (homonymie) et Jourdain (homonymie).
Charles Jourdain, né le 27 novembre 1995, est un combattant québécois d'arts martiaux mixtes (MMA) qui concours actuellement dans la division poids plume de l'Ultimate Fighting Championship (UFC). Auparavant, il était double champion de la ligue canadienne de MMA TKO, remportant le championnat poids plume TKO et le championnat intérimaire des poids légers TKO.

## Carrière d'arts martiaux mixtes

### Début de carrière
Charles Jourdain commence à concourir dans les arts martiaux mixtes en 2013. En 2013, il obtient un record de 8-2 en amateur, en remportant 7 de ses 8 combats cette année là. Il participe ensuite à la compétition FightQuest en 2014, où il remporte le championnat poids plume FightQuest vacant, notamment avec le bonus « Performance de la soirée ». Après être passé professionnel en 2015, il participe exclusivement aux compétitions canadiennes de MMA. Jourdain a fait ses débuts en MMA contre Thomas Sumantri le 21 mai 2016 à la ligue d'arts martiaux mixtes du Québec. Il remporte le combat par KO d'un coup de genou sauté au premier round, gagnant au passage le bonus Knockout of the Night. Il fut champion TKO en poids plume, et intérimaire en poids léger, avec un record de 9-1 avant de signer avec Ultimate Fighting Championship en 2019.

### Ultimate Fighting Championship
Faisant ses débuts promotionnels dans un court délai, Jourdain affronte Des Green le 18 mai 2019 à l'UFC Fight Night 152. Il perd le combat par décision unanime.
Jourdain affronte ensuite Doo Ho Choi à l'UFC Fight Night: Edgar vs. The Korean Zombie le 21 décembre 2019. Choi laisserait tomber Jourdain tôt, le reste du round étant constitué d'échanges qui mènent Choi à se casser le bras gauche lors d'une tentative de coup de poing arrière, où Jourdain laisse tomber Choi plus tard avec 0.21 secondes restant au premier round. Le deuxième roundtor verrait davantage d'échanges entre les deux combattants. À 30 secondes de la fin du round, Jourdain laisse tomber Choi avec coup de poing du bras arrière gauche puis un crochet du droit. Il gagne le combat par TKO à 4.32 secondes du second round, ce qui lui a valu sa première victoire dans la promotion et un bonus Fight of the Night.
De retour à l'action durant la pandémie de COVID-19, Jourdain affronte Andre Fili à l'UFC sur ESPN : Eye vs. Calvillo le 13 juin 2020. Le premier round voit les deux s'échanger des coups au niveau des pieds, Jourdain renversant Fili avec un pronation gauche. Fili obtient un take down la fin du deuxième round. Jourdain perd alors le combat par décision partagée.
Jourdain a ensuite affronté Joshua Culibao le 4 octobre 2020 à l'UFC sur ESPN : Holm contre Aldana . Le combat voit les deux combattants accélérer le rythme, conformément à leurs plans de match. Le combat dure et se solde par un résultat nul partagé.
Un combat est initialement prévu avec Steve Garcia le 13 mars 2021 à l'UFC Fight Night 187,avant que ce dernier ne se retire du combat en raison d'une blessure. Il est remplacé par un nouveau venu à l'UFC, Marcelo Rojoque Jourdain bat au troisième round par KO. Un scénario similaire se produit lors du combat suivant : Lerone Murphy qui devait reconctrer Jourdain le 4 septembre 2021 à l'UFC Fight Night 191est retiré de l'événement en raison de problèmes de visa. Remplacé par Julian Erosa, Jourdain perd lors d'une soumission au troisième round.En tant qu'ultime combat de son contrat en vigueur, Jourdain affronte Andre Ewell le 18 décembre 2021 à l'UFC Fight Night : Lewis contre Daukaus,. Un combat qu'il remporte par décision unanime.
Après signature d'un nouveau contrat de quatre combats, Jourdain affronte en premier Ilia Topuria, mis en remplacement de Movsar Evloev, le 22 janvier 2022, à l'UFC 270,. Cependant, Topuria est lui aussi retiré de la carte en raison d'un problème médical lié à la phase de perte de poids. Le combat est annulé.
Jourdain fait face à Lando Vannata le 23 avril 2022 à l'UFC Fight Night 205. Il remporte le combat par un étranglement guillotine au premier round.
Jourdain combat Shane Burgos le 16 juillet 2022 à l'UFC sur ABC 3 , contre qui il perd par décision majoritaire,.Le 3 septembre de la même année il rencontre cette fois-ci Nathaniel Wood lors de l'UFC Fight Night 209, où il s'incline également à l'unanimité.
Jourdain affronte Kron Gracie à l'UFC 288 le 6 mai 2023. Il remporte le combat par décision unanime après avoir dominé Gracie aux poings pendant la majorité du temps.
Jourdain fait face à Ricardo Ramos le 23 septembre 2023 à l'UFC Fight Night 228. Il remporte son combat via un étranglement à guillotine au premier round. Cette victoire lui vaut le prix de la Performance de la soirée.
Jourdain devrait combattre Sean Woodson le 20 janvier 2024 à l'UFC 297.

## Vie privée
Il a trois frères, deux ainés et un cadet, Louis Jourdain, très impliqué dans la carrière de Charles et qui poursuit à présent sa propre carrière dans les arts martiaux mixtes,. Le combattant d'(UFC) a reconnu avoir frapper au visage un homme en 2022, mais il évite un casier judiciaire grâce à une absolution conditionnelle.

## Palmarès en arts martiaux mixtes

### Distinctions
- Ultimate Fighting Championship
  - Combat de la soirée (une fois) contre vs. Doo Ho Choi [37]
  - Performance de la soirée (deux fois) vs. Ricardo Ramos[33].
- TKO Ligue majeure MMA
  - Championnat poids plume TKO (une fois) [38]
  - Championnat intérimaire des poids légers TKO (une fois) [38]
- Ligue d'Arts Martiaux Mixtes du Québec
  - LAMMQ 5 KO de la nuit [39]
- Combat amateur FightQuest
  - Championnat poids plume FightQuest [3]
  - Performance FightQuest de la nuit [3]

### Historique des combats
| 25 combats     | 16 victoires | 8 défaites |
| Par KO         | 8            | 1          |
| Par soumission | 6            | 1          |
| Sur décision   | 2            | 6          |
| Égalités       | 1            | 1          |